# Robinsonka (román)
Robinsonka je dívčí román od české autorky Marie Majerové. Poprvé vyšel v roce 1940 a patří mezi významná díla české literatury pro děti a mládež. Autorka v něm vypráví příběh mladé dívky, která čelí nečekaným životním výzvám a musí se sama postarat o domácnost. Kniha je oblíbená pro své výchovné poselství a zobrazení odvahy a samostatnosti, které inspirují čtenáře všech věkových kategorií.

## Děj
Příběh vypráví o osudu čtrnáctileté Blaženy Borové. Blaženka je na táboře, když se k ní najednou dostane zpráva o narození bratříčka. Poté se bohužel dozvídá, že její maminka při porodu zemřela. Po maminky smrti se musí postarat o veškerou domácnost. Její otec Oldřich Bor je taxikář, v této nové roli jí spíš nepomáhá a nechává jí v celé situaci samotnou. Její bratříček kvůli situaci zůstává v ústavu pro kojence, kam ho jezdí navštěvovat. Nejprve ho Blaženka nemá moc ráda a viní ho za smrt maminky, nakonec ho ale postupem času začíná mít ráda.
Blaženky nová role je se naučit všechny povinnosti, které dříve vykonávala její maminka. První pokusy těchto činností končí nezdarem a Blaženka se setkává s mnoha problémy. Ze začátku například vůbec nevěděla, jak se dochucuje jídlo. Postupně se ale učí vařit, prát a uklízet, alespoň podobně jako její maminka. Péče o domácnost ji zabírá veškerý volný čas a energii, musela kvůli tomu i přerušit studium na gymnáziu. Její nejoblíbenější kniha se nazývá Robinson Crusoe, která proplouvá celým příběhem. Ze svého pokoje si udělá pustý ostrov. Stejně jako Robinson se i ona musí naučit novým věcem. Většina Blaženčiných činností je přirovnaná k Robinsonu a jeho životu. Například ze sousedky Toničky si udělá svého Pátka. Kvůli tomu všemu si Blaženka přestává rozumět s vrstevníky. Její přátelé z dětství jí nechápají. I přes to všechno trápení a osamělost si Blaženka postupně vybudovává ochranný štít a postupně získává zpět své sebevědomí. Smutek po mamince a starost o Péťu ji často vyčerpávaly. S pomocí sousedů a přátel, jako byla Tonička, která jí dávala rady ohledně vaření a domácnosti, a za pomoci kamaráda Jaroslava, se Blaženka postupně stávala zdravější a nezávislejší. Jaroslav ji naučil jezdit na kole a Blaženku tato aktivita postupem času bavila víc a víc. Ona sama si moc přála vlastní kolo.
Když byly Vánoce dala Blaženka tatínkovi vlastnoručně upletené ponožky. Poté co rozbalila svůj dárek, nahrnuly se jí slzy štěstí do tváře. Dostala tak moc vysněné kolo. Bohužel krátce po Vánocích onemocní, naštěstí se nejedná o nic vážného. Na návštěvu za ní přijdou spolužačky, které jí motivují. Také dostává milostné psaníčko od Jaroslava. Děj končí tak, že se bratříček Péťa konečně dostává domů z kojeneckého ústavu. Tonička začne bydlet s tatínkem a Blaženkou a bude se starat o domácnost a Petříčka. Tatínek nepřímo požádá Toničku o ruku a Blaženka se konečně vrací na gymnázium. Celý její život se jí vrací zpět a je šťastná, že má opět úplnou rodinu. 

## Přijetí díla
Protagonistka v díle Majerové se výrazně odlišuje od tradičních představ o hlavní hrdince dívčího románu. Nejenže se v průběhu příběhu stává nezávislejší, ale v některých momentech působí až nečekaně chlapecky. Tento dojem je obzvláště silný v pasážích, kdy se Blažena učí jezdit na kole nebo když v obchodě toužebně hledí na nové kolo ve výloze.
Podle zhodnocení Otakara Chaloupky kniha znamenala zásadní změnu v dívčí četbě – kniha přinesla, v protikladu k „banáním syžetovým šablonám dívčích románků“ konfrontaci s tvrdou životní realitou. Čtenářky nemají být ukolébávány planými iluzemi a romantickými vzdušnými zámky, a místo toho má být stimulována jejich aktivita setkáním s životní realitou a možností zisku konkrétních jistot a opor. Podle Chaloupky je nicméně kniha sice úspěšnou dominantou, ve svém snažení však dlouho zůstávala osamocena. Rozvíjení tohoto proudu dětské literatury přinesly až v dalším období díla autorek jako Zdeňka Bezděková, Věra Adlová, Alena Santarová a další.
Kniha je spojena s dobou vzniku, kdy bylo české území okupováno německými vojsky a existoval Protektorát Čechy a Morava. Vladimír Kovářík ve studii v knize Malá knížka o Robinsonce uvedl: „Bylo třeba povědět českým dětem, že by bylo zbabělé skládat ruce v klín a ztrácet víru v budoucnost. Bylo třeba připomenout, že záleží především na lidech, na jejich odvaze, na jejich mravní síle, jak bude překonána doba smutku a ponížení. Proto se zrodila Blaženka Borová, proto Marie Majerová napsala Robinsonku.“ Raisa Kuzněcovová napsala, že fašisté se knih Marie Majerové báli pro jejich etický vliv – Robinsonka byla jejím posledním vydaným protektoráním dílem, krátce poté byla její tvorba zakázána a vyřazována z knihoven.
Po skončení druhé světové války se Robinsonka stala symbolem poválečné literatury. Kniha představovala to, co nový režim chtěl: víru v lepší časy. Také poukazuje na to, že se nikdo nemá vzdávat, je důležité bojovat s překážkami a mít kus optimismu v sobě.

## Filmové adaptace
Robinsonka byla dvakrát zfilmovaná, nejprve v roce 1956 (Robinsonka, film 1956) režisérem Jaromírem Pleskotem. V hlavní roli Blaženy byla obsazena Jaroslava Tvrzníková a tatínka ztvárnil Ladislav Pešek. Další adaptace přišla v roce 1974 (Robinsonka, film 1974). Režisérem byl Karel Kachyňa, hlavní roli Blaženy si zahrála Miroslava Šafránková a tatínka Petr Kostka.